# 이탈리아의 마녀사냥
현재 이탈리아의 이탈리아 국가에서의 마녀 재판은 복잡한 문제이다. 마녀 재판은 여러 세속 법원과 로마 종교재판소에 의해 처리될 수 있었으며, 두 경우 모두 문서가 부분적으로만 보존되었다. 또 다른 복잡한 점은 마녀 재판이 발생했던 시기에 이탈리아가 여러 주들로 정치적으로 분열되어 있었다는 사실과, 역사학이 전통적으로 이탈리아 북부와 이탈리아 남부의 역사를 분리해 왔다는 점이다. 이 모든 문제들은 현재 이탈리아의 마녀 재판 연구를 복잡하게 만들고 있으며, 처형의 강도와 수에 대한 추정치는 수백 명에서 수천 명의 희생자까지 다양하다.

## 역사

### 강도
이탈리아 북부는 유럽 대부분 지역보다 일찍 첫 번째 마녀 재판의 물결을 경험했으며, 실제로 이탈리아 르네상스 기간에 절정에 달했다. 1384년 밀라노에서 큰 사건이 있은 후, 15세기 이탈리아에서는 여러 마녀 재판이 있었다. 1477년 쿠네오, 1479년 파비아, 1460년, 1483년, 1485년 발텔리나, 1472년, 1475~76년 카나베세, 1485년, 1489년 페베라뇨, 1493~94년 카리냐노에서 많은 처형이 동반된 대규모 마녀 재판이 여러 차례 일어났다. 이탈리아 마녀 재판은 이탈리아 전쟁 기간에 절정에 달했다. 1530년대 이후 이탈리아의 마녀 처형은 감소했으며, 수십 년 동안 사형보다 낮은 처벌이 이탈리아 마녀 재판에서 일반화되었다.
이탈리아 국가들은 반종교개혁 기간에 두 번째 마녀 처형 물결을 경험했으며, 대략 1580년에서 1660년 사이에 절정에 달했다가 마침내 감소했다.

### 종교재판소의 마녀 재판
일반적으로 종교재판소는 지역 당국과 대중의 요청이 있을 때만 마녀 재판을 진행했다. 종교재판소는 이탈리아에서 가장 큰 마녀 재판 중 일부를 실제로 수행했는데, 즉 1518~1521년의 발 카모니카 마녀 재판과 1523년의 손드리노 마녀 재판이 그러했지만, 이는 일반적인 규칙의 예외였다. 일반적으로 종교재판소는 마녀 재판을 진행할 때 세속 법원보다 정상적인 법적 관행과 피고인의 법적 권리를 더 존중했으며, 피고인의 권리가 당시 법의 관점에서 침해되었을 때 마녀 사건에서 세속 법원이 내린 선고를 취소한 것으로 알려져 있다.
종교재판소는 특히 반종교개혁 도입 이후 이단에 비해 마녀술을 우선순위로 여기지 않았고, 마녀들의 집회가 실제가 아니라 사탄에 의해 야기된 환상이라는 정책을 유지했으며, 이미 기소된 사람의 증언만을 근거로 한 마녀술 혐의를 받아들이지 않았다. 이단 사건과 마찬가지로, 종교재판소에 의해 마녀술 유죄를 선고받고 회개한 사람들은 처음 선고받았을 때 처형되지 않았고, 재범을 저질러 죄를 반복했을 때만 처형되었는데, 이는 세속 법원과는 대조적이었다.

### 세속 마녀 재판
전통적으로 이탈리아의 마녀 재판 연구는 종교재판소에 의해 진행된 마녀 재판에 초점을 맞추었으며, 이는 마녀 재판의 규모에 대한 잘못된 인상을 준다. 왜냐하면 이탈리아의 대부분의 마녀 재판은 종교재판소가 아니라 지역 세속 법원에 의해 진행되었기 때문이다.
이탈리아 국가들은 반종교개혁 기간에 두 번째 마녀 처형 물결을 경험했으며, 대략 1580년에서 1660년 사이에 절정에 달했다가 마침내 감소했다. 1580–1660년의 두 번째 이탈리아 마녀 사냥 기간 동안, 대다수의 마녀 재판은 종교재판소가 아닌 지역 세속 법원에 의해 진행되었다. 두 번째 물결 동안 가장 큰 대규모 마녀 재판은 1573년, 1627–31년, 1643–1644년의 발 디 파사, 1611–1615년의 발 디 논, 1619년의 토리노, 1640-1647년의 노가레도, 1670년대의 발텔리나였다.
세속 법원들은 18세기까지 마녀 재판을 계속 진행했지만, 17세기 후반부터 강도가 약해지고 마녀 재판으로 인한 처형이 줄어들었다. 이탈리아 북부에서 세속 법원에 의한 마지막 마녀 처형은 1723년 피에몬테와 1724년 베네치아에서 있었다.

## 같이 보기
- 이탈리아의 마법
- 시칠리아의 마녀 재판
- 근대 초기의 마녀 재판